# Iwatsuki
Iwatsuki (岩槻区, Iwatsuki-ku) és un dels deu districtes urbans de la ciutat de Saitama, a la prefectura homònima, a la regió de Kanto, Japó. Des de 1954 fins a 2005 va ser coneguda com la ciutat d'Iwatsuki (岩槻市, Iwatsuki-shi).

## Geografia
El districte d'Iwatsuki es troba a l'extrem més oriental de la ciutat de Saitama, a la plana de Kantō, al nord-est de la prefectura de Saitama. Els limits de l'antiga ciutat d'Iwatsuki coincideixen totalment amb els de l'actual districte. El districte d'Iwatsuki limita amb els districtes de Minuma a l'oest, Midori al sud-oest i les ciutats de Kawaguchi al sud, Koshigaya al sud-est, Kasukabe al nord-est, Shiraoka al nord i Hasuda al nord-oest.

## Història
Iwatsuki va créixer com una ciutat pròxima al castell d'Iwatsuki durant el període Muromachi, arribant a ser la capital del feu d'Iwatsuki durant el període Tokugawa. També va ser una posta anomenada Iwatsuki-juku en el Nikkō Onari Kaidō, el qual connectava la capital del bakufu, Edo amb Nikko, on es troben els mausoleus dels shoguns del clan Tokugawa.
El municipi modern d'Iwatsuki es creà l'1 d'abril de 1889 amb l'establiment de la nova llei de municipis dins del districte de Minami-Saitama. El 3 de maig de 1954, Iwatsuki absorbeix els pobles de Niiwa, Wado, Kawadori, Kashiwazaki, Kawai i Jionji, sent elevada a la categoria de ciutat l'1 de juliol del mateix any.
L'1 d'abril de 2005 la ciutat d'Iwatsuki s'integra dins de la ciutat de Saitama, la capital prefectural, i automàticament esdevé un nou districte urbà de la ciutat que compren la totalitat de l'antic municipi amb el nom d'Iwatsuki-ku.

### Alcaldes de la ciutat
- Hiroshi Hirano (1954-1966)
- Hajime Orihara (1966-1973)
- Tatsuyuki Sekine (1973-1985)
- Denkichi Saitō (1985-1998)
- Seijirō Satō (1998-2005)

## Transport

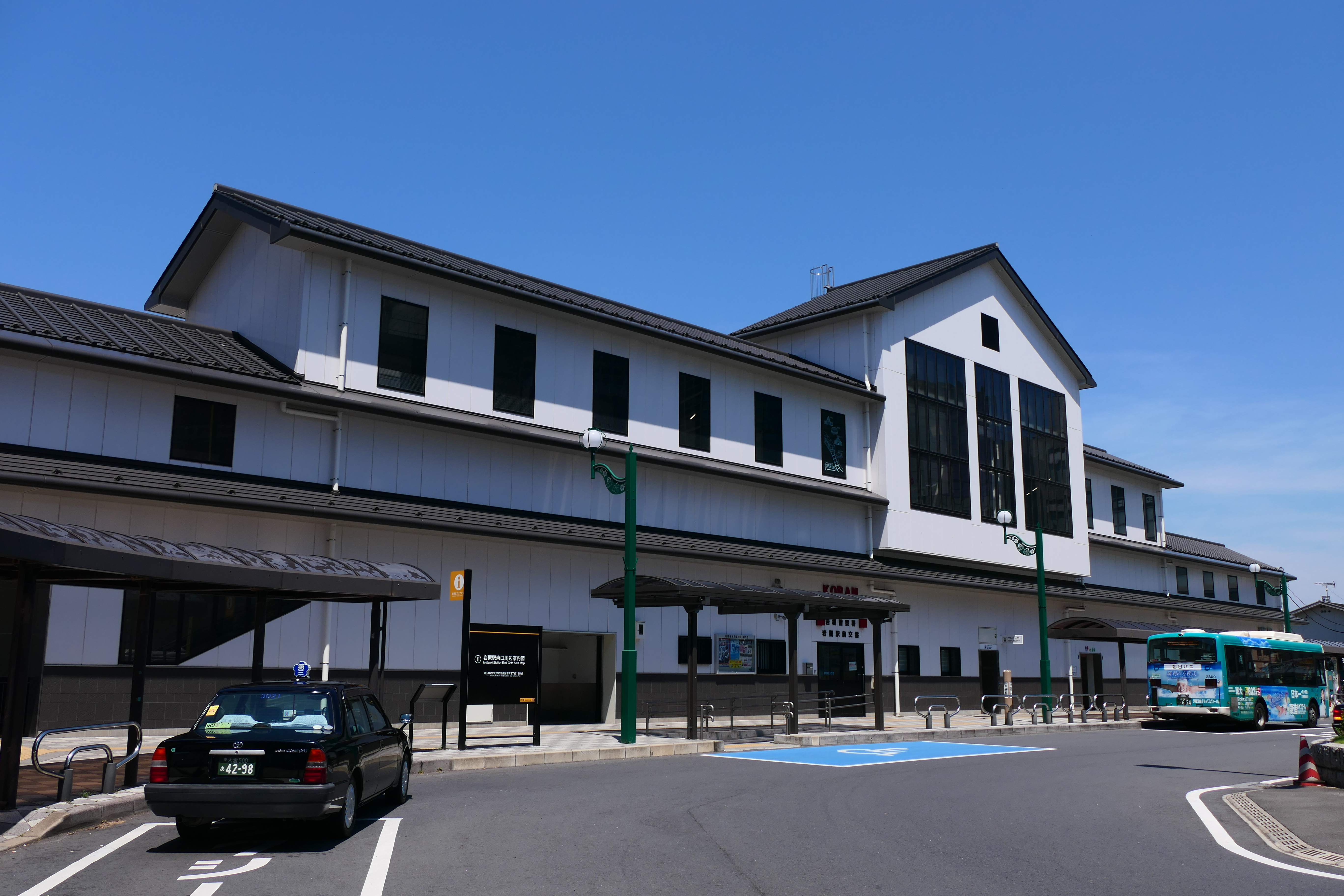
Estació d'Iwatsuki

### Ferrocarril
- Ferrocarril Tōbu
  - Iwatsuki - Higashi-Iwatsuki

### Carretera
- Autopista de Tōhoku
- Nacional 16 - Nacional 122 - Nacional 463
- Carreteres prefecturals

## Agermanaments
- Minami-Bōsō, prefectura de Chiba, Japó. (1981)
- Nanaimo, Colúmbia Britànica, Canadà. (1996)[4]